# 无刺大尾蚤
无刺大尾蚤（学名：Leydigia acanthocercoides）为盘肠蚤科大尾蚤属的动物。分布于亚洲、欧洲、美洲、非洲以及中国大陆的广东、广西、福建、江苏、浙江、湖北、山东、黑龙江、内蒙古等地，属于广温性世界种。其一般生活于池沼的底层较多以及湖泊沿岸。